# 土木費
土木費（どぼくひ）は、地方自治体の歳出において公共事業のうち土木事業などに利用されるお金のことである。

## 土木費に含まれる事業
- 道路･港湾･橋･公園などの整備･管理
- 公共施設の整備
- 都市計画事業
- 上下水道の整備
- 土地区画整理事業など

## 土木費の役割
- 近年は、民生費の増加や地方交付税交付金の削減の影響で土木費は減少傾向にあるが、整備などは欠かせないので主要な歳出のひとつである。